# Egyptské hieroglyfy
Egyptské hieroglyfické písmo (z řeckého ἱερὰ γλυφή, hiera glyfé – „posvátný znak, symbol“) vzniklo kolem roku 2900 př. n. l. při sloučení Horního a Dolního Egypta. Egypťané sami jej nazývali „písmo bohů“ neboť věřili, že jej vynalezl a lidem předal bůh Thovt.
Egypťané nepoužívali při psaní samohlásky a pro žádnou z nich neměli žádný písemný ekvivalent, ačkoliv v mluvené řeči se vyslovovaly. Samohlásky se začaly zapisovat až v koptském písmu. Neexistuje způsob, jak původní výslovnost egyptštiny ze zapsaných hieroglyfů zjistit. Jisté rekonstrukce některých slov existují (například z koptštiny atd.), ale plně rekonstruovat starověkou výslovnost jazyka není možné. 
Podobně ani v arabském písmu nebo hebrejském písmu se běžně nezapisují samohlásky, jedná se o jazyky, kde hlavní význam nese tzv. souhláskový kořen, který stačí k pochopení významu slova.

## Systém písma

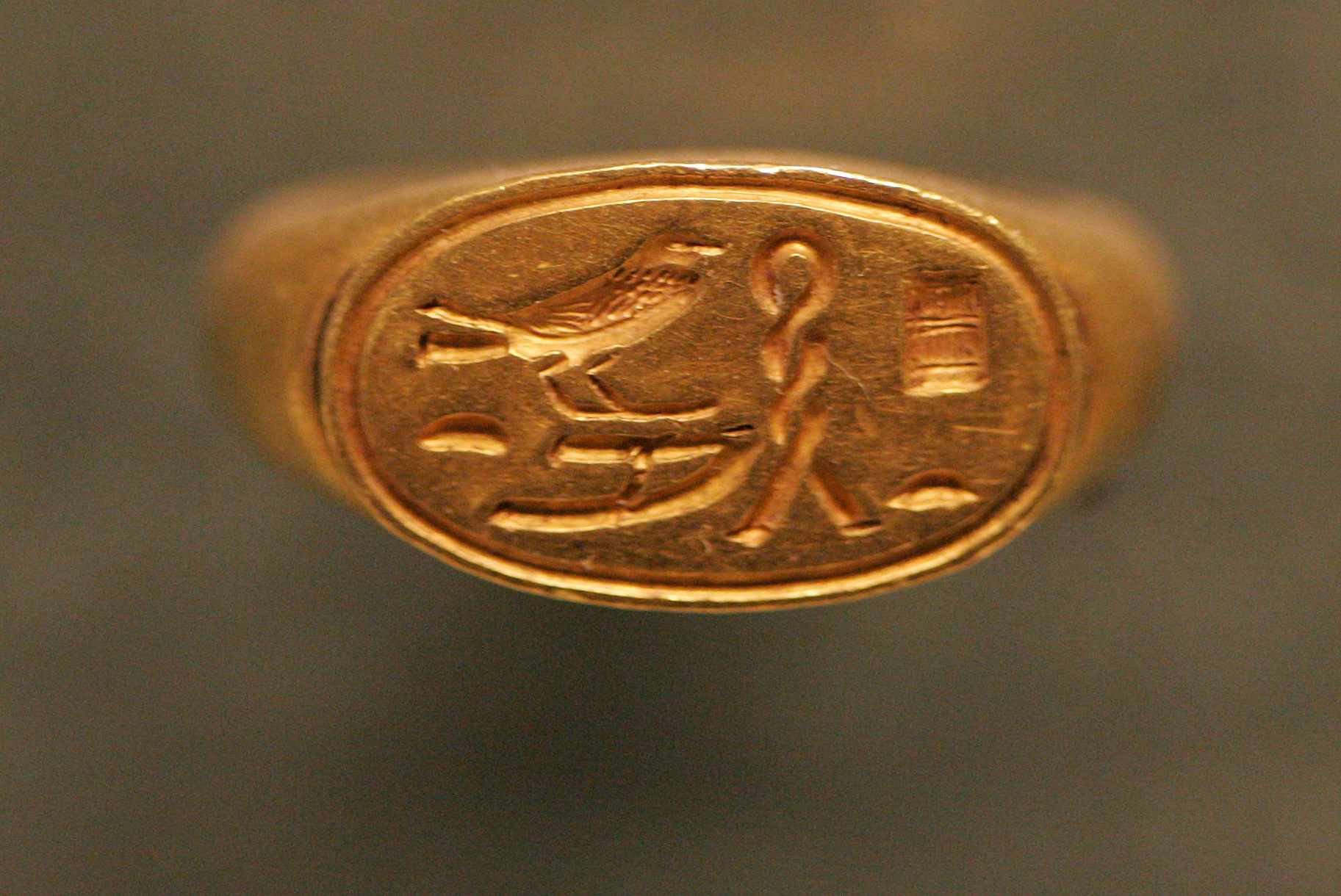
Pečetní prsten s hieroglyfem – znakem boha Ptaha

Hieroglyfický systém písma je velmi komplikovaný, používá přes 700 různých znaků. Hieroglyfy se psaly zleva doprava, zprava doleva (orientace textu se pak určovala orientací znaků) nebo shora dolů. U takovéhoto textu pak sloupce znaků bývají od sebe odděleny svislými čarami.
V prvopočátcích písma byl nejprve každý předmět, případně i činnost, reprezentován vlastním obrázkem, nazývaným piktogram. Jak se písmo vyvíjelo, piktogramy začaly reprezentovat nejenom pojmy či přímo slova, ale i hlásky či skupinu hlásek. Ovšem původní smysl znaků přitom nevymizel a byl zachován. Obecně se dají egyptské znaky rozdělit do tří skupin:

### Ideogramy
Tyto znaky si podržely svoji původní hodnotu, čili jeden znak se rovná jednomu slovu. Je to odkaz na kořeny tohoto písma, které se projevovaly po celou dobu jeho existence a nikdy nevymizely.

### Fonogramy
Fonogramy již mají fonetickou hodnotu a jejich skládáním se tvoří slova. Představují buď souhlásku či skupinu souhlásek (samohlásky Egypťané nezapisovali). Tyto znaky lze dále dělit na jednosouhláskové, dvousouhláskové a třísouhláskové znaky.
| A |

| A |

| i |

| i |

| a |

| a |

| w |

| w |

| b |

| b |

| p |

| p |

| f |

| f |

| m |

| m |

| n |

| n |

| r |

| r |

| h |

| h |

| H |

| H |

| x |

| x |

| X |

| X |

| z |

| z |

| s |

| s |

| S |

| S |

| q |

| q |

| k |

| k |

| g |

| g |

| t |

| t |

| T |

| T |

| d |

| d |

| D |

| D |

*Možná ejektivní neznělé souhlásky;

### Determinativy
Tato poslední sada znaků je poměrně specifická. Tyto znaky, třebaže neměly žádnou fonetickou hodnotu, přesto mohly ovlivňovat význam i výslovnost zapsaného slova. Determinativy však nejsou ani interpunkcí ani diakritikou a v našem písmu pro ně neexistuje žádný ekvivalent (a naopak pro interpunkci neexistuje ekvivalent v hieroglyfech). Tyto znaky měly upřesňovací, resp. rozlišovací funkci v případě, že se dvě slova psala stejně. Determinativ (rozlišovač), jako poslední znak slova, pak upřesňoval význam slov, jako kdyby za slovem jeřáb byl připsán jeden znak navíc, podle kterého by se dalo na první pohled odlišit, zda je míněn stroj, strom, nebo pták.
V některých případech mohl mít vliv i na výslovnost. Egyptština totiž, jako většina jazyků z této oblasti, ve své písemné podobě zachycovala pouze souhlásky, takže determinativ mohl díky této vlastnosti hieroglyfického písma ovlivňovat i výslovnost u slov, která měla shodný zápis (shodné souhlásky), ale rozdílně se četla/vyslovovala (jiné samohlásky). Pokud by se podobný systém aplikoval na češtinu, souhláskově zapsané slovo v·l·k by mohlo díky dodatečnému upřesňovacímu znaku nabýt významu vlk, vlak, nebo válka. Determinativy se tak používaly tam, kde bylo potřeba význam zapsaných slov upřesnit, nebo kde bylo třeba od sebe odlišit rozdílné významy podobně znějících nebo shodně zapisovaných slov.
Hranice jednotlivých skupin znaků však nejsou nijak pevně vymezené a jeden znak mnohdy mohl v různých situacích sloužit jako fonogram a jinde zase jako ideogram.

## Hieratické a démotické písmo
Hieroglyfické písmo bylo velice náročné na zápis, každý znak musel být velice precizně vykreslen, proto se postupem času objevila jeho zjednodušená podoba, která umožňovala rychlejší zápis na papyrové svitky či na střepy (ostraka). Tato podoba bývá označována jako písmo hieratické („kněžské“).
Kolem poloviny 1. tisíciletí př. n. l. vznikla další varianta egyptského písma, která vznikla dalším zjednodušováním zápisu znaků. Toto písmo bylo nazváno démotickým („lidovým“), protože už nebylo užíváno jen kněžími, jimž bylo písmo dříve vyhrazeno, ale i „lidem“ (ovšem zatím jen poměrně úzkou vrstvou — obchodníky, bohatšími řemeslníky, výše postavenými vojáky apod.). Předpokládá se, že podoba egyptštiny, která se dochovala v hojných pramenech zapsaných tímto písmem, odpovídá tehdejšímu hovorovému jazyku. Pro náboženské texty se užívalo nadále archaické podoby jazyka, která byla zapisována hieroglyfy (nápisy na zdech chrámů a hrobek) či písmem hieratickým (papyry).

## Písmo v průběhu věků
Hieroglyfy zůstávaly v užívání i během perské nadvlády (přerušené v 6. a 5. století př. n. l.), po Alexandrově dobytí Egypta a během následující makedonské a římské epochy. Je pravděpodobné, že složitost posledních hieroglyfů byla ovlivněna změněnou politickou situací. Někteří se domnívají, že hieroglyfy sloužily k rozlišení „pravých Egypťanů“ od cizích dobyvatelů a jejich domácích pomahačů. Jiným vysvětlením přežití hieroglyfů však může být tendence řecké a římské kultury „respektovat“ domácí kulturu.
Ve 4. století již dovedlo pouze málo Egypťanů číst hieroglyfy; jejich užití zcela ustává po Theodosiově zákazu nekřesťanských chrámů roku 391. Poslední hieroglyfický nápis se dochoval z roku 394. Hieroglyfické písmo vystřídala abeceda odvozená z alfabety a jen s několika démotickými znaky pro hlásky, které řečtina neznala; řeč Egypťanů se od tohoto období nazývá koptština. S příchodem Arabů koptština přestává být jazykem každodenní komunikace. Poslední koptský text pochází ze 14. století a jako živý jazyk koptština vymřela nejpozději v 17. století, avšak dodnes přežívá jako liturgický jazyk koptské církve.
Hieroglyfy přežily dvojím způsobem: přímo – přes půl tuctu démotických znaků se dostalo do koptské abecedy (počet se liší podle dialektu), a nepřímo – hieroglyfy měly vliv na utváření semitského písma, z něhož pocházejí ostatní hlásková písma, včetně alfabety a latinky.

## Rozluštění hieroglyfů
O rozluštění egyptských hieroglyfů se pokoušelo po staletí mnoho učenců, mezi nimi též Johannes Goropius Becanus v 16. století a jezuita Athanasius Kircher (1601–1680), který rozluštil jeden hieroglyf. Tyto pokusy však byly neúspěšné nebo byl jejich úspěch pouze domnělý, protože se úsilí opíralo o imaginativní asociace. Velmi dlouho totiž panovalo přesvědčení, že jde o písmo idiomatické, a všechny překlady se soustředily na výklad toho, co symboly zobrazují, což však zdaleka neodpovídá skutečnosti (viz výše).
Nejvýznamnější podíl na rozluštění hieroglyfů mají Thomas Young a Jean-François Champollion (1790–1832). V roce 1799 při Napoleonově tažení do Egypta byl učiněn nález tzv. Rosettské desky s nápisem ve třech typech písma (v hieroglyfickém, démotickém a řeckém písmu). Tato deska poskytla dostatečný kritický materiál, který Champollionovi umožnil roku 1822 po dlouhém předchozím úsilí proniknout do řeči hieroglyfů. Rozluštění tohoto písma pak jednou provždy vyvrátilo názory, že se jedná o písmo čistě idiomatické, neboli obrázkové. Některé z Champolionových vývodů byly sice časem nahrazeny novějšími poznatky o tomto písmu a jazyku, nicméně položil základy porozumění tomuto písmu a jeho zásluhy se tím nijak neumenšují.